# Обим
Обим представља дужина затворене линије. Уколико ова линија ограничава неки геометријски објекат, онда је њен обим и обим тог тела. По правилу, обим се обележава великим латиничним словом O.

## Обим неких дводимензионих фигура

### Круг
Обим круга се може израчунати помоћу његовог пречника коришћењем формуле:
{\displaystyle O=\pi \cdot d\,}
Или, замјеном пречника полупречником:
{\displaystyle O=2\cdot \pi \cdot r\,}
где је r полупречник (радијус), а d пречник круга, и π (грчко слово пи) је константа приближно једнака 3,1415926.
Дакле, однос обима и пречника круга је π.

### Елипса
Обим елипсе се рачуна коришћењем коначних редова. Добру апроксимацију је дао индијски математичар Шринваса Рамануџан:
{\displaystyle O\approx \pi (3(a+b)-{\sqrt {(3a+b)(a+3b)}})}
где су a и b полуосе осовине. На основу њих се може израчунати ексцентрицитет елипсе:
{\displaystyle b=a{\sqrt {1-e^{2}}}}
Што значи да обим може приближно бити изражен као:
{\displaystyle O\approx \pi a(3(1+{\sqrt {1-e^{2}}})-{\sqrt {(3+{\sqrt {1-e^{2}}})(1+3{\sqrt {1-e^{2}}})}})=}
{\displaystyle =\pi a(3(1+{\sqrt {1-e^{2}}})-{\sqrt {3(2-e^{2})+10{\sqrt {1-e^{2}}}}})}